# Watertoren (Rimburg)
De watertoren van Rimburg,  ook wel watertoren van Ubach over Worms, staat in de gemeente Landgraaf in het Rimburgerbos. De voormalige watertoren werd gebouwd in 1925-1926 door de voormalige steenkolenmijn "Laura en Vereeniging" te Eygelshoven naar een ontwerp van het bouwbureau van dit bedrijf. De watertoren heeft een hoogte van 35,70 meter en één waterreservoir van 200 m³. De toren en de reinwaterkelder hebben de status rijksmonument.
In 2004 wonnen twee particulieren de watertorenwedstrijd van de Gemeente Landgraaf. Zij wonnen hiermee 330.000 euro subsidie. De restauratie van de watertoren en de bouw van een woning ernaast gingen echter bij nader inzien hun budget te boven. Zodoende werd in 2006 de watertoren verkocht aan de heer Vossenberg. Na een grote renovatie door Architectenbureau Ton Vandenbergh is de watertoren ingericht als uitkijktoren met ernaast een brasserie gericht op wandelaars.
Brunssum ·
Heerlen
(Heerlerbaan ·
Oranje Nassaumijnen ·
Vrieheide) ·
Maastricht ·
Rimburg ·
Roermond
(Oude ·
Nieuwe) ·
Schimmert ·
Simpelveld ·
Stramproy ·
Tegelen
(Steijl ·
Egypte) ·
Venlo